# Ruuhasjärvi
Ruuhasjärvi är en sjö i kommunen Kouvola i landskapet Kymmenedalen i Finland. Sjön ligger 74,2 meter över havet. Arean är 1,31 kvadratkilometer och strandlinjen är 14,7 kilometer lång. Sjön  ingår i Kymmene älvs huvudavrinningsområde.   Den ligger omkring 77 km norr om Kotka och omkring 140 km nordöst om Helsingfors. 